# جمال الأتاسي
جمال الأتاسي (أبريل 1922 - 30 مارس 2000) مفكر قومي عربي ولد في سوريا لعائلة عريقة من مدينة حمص.
درس في فرنسا وحصل على شهادة دكتوراه في طب النفس والعقل.
كان من مؤسسي حزب البعث العربي الاشتراكي مع صلاح البيطار وميشيل عفلق، ولكنه أصبح ناصري التوجه فيما بعد. وحول هذا يقول عن نفسه: «لقد كنت من صانعي ذلك البعث الذي حمل في الأربعينات والخمسينات مشعل التحرر والوحدة، ولقد جئت إلى الناصرية عندما وجدت في عبد الناصر وما نهض له الفرصة التاريخية». كانت ميول الأتاسي قومية اشتراكية اكتسبها أثناء إقامته في فرنسا، ووصفه الصحافي غسان الإمام بـ«أبي الاشتراكية السورية».
إضافة إلى قضية الوحدة العربية، اهتم الأتاسي بقضايا الأمة مثل الجزائر إبان الاستعمار وقضية فلسطين وحصار العراق.